# Guayabal Segunda
Guayabal Segunda är en ort i Mexiko.   Den ligger i kommunen Tantoyuca och delstaten Veracruz, i den sydöstra delen av landet, 240 km norr om huvudstaden Mexico City. Guayabal Segunda ligger 106 meter över havet och antalet invånare är 237.
Terrängen runt Guayabal Segunda är platt. Runt Guayabal Segunda är det ganska tätbefolkat, med 72 invånare per kvadratkilometer. Närmaste större samhälle är Tantoyuca, 10,2 km sydost om Guayabal Segunda. Trakten runt Guayabal Segunda består till största delen av jordbruksmark.